# 田德隆
田德隆（英語：Tenderloin）是美国旧金山市中心的一片街区，略呈三角形，位于诺布山以南，介于东北侧的联合广场（Union Square）购物区与西南侧的市政中心（Civic Center）办公区之间。它包括大约50个街块，历史上 北到吉里街（Geary Street）毗邻诺布山，东到美臣街（Mason Street），南到市场街（Market Street），西到范内斯大街（Van Ness Avenue）。
田德隆的东部，靠近联合广场，与剧院区（Theater District）重叠。田德隆西部的一部分, 特克街（Turk Street）和奥法雷尔街（O'Farrell Street）之间的拉金街（Larkin Street）和海德街（Hyde Street）, 称为“小西贡”（Little Saigon）。
田德隆坐落在市中心附近，历来抵制士绅化，保持着肮脏的性格和犯罪的名声。旅游指南称田德隆是旧金山最糟的社区。 肮脏的条件、无家可归、犯罪、非法毒品贸易、卖淫、和脱衣舞俱乐部给该社区带来糟糕的名声。部分街区是剧院区的一部分。

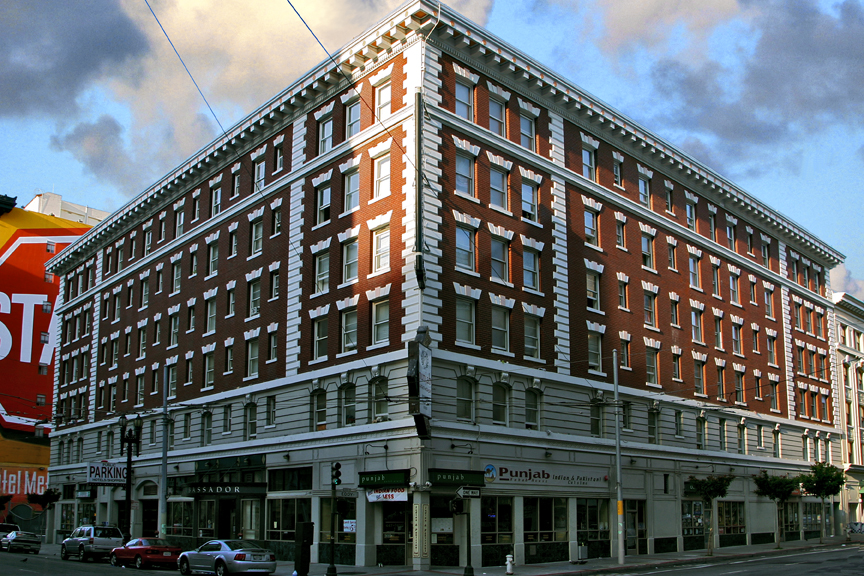
Ambassador Hotel

2008年7月,该地区被列为国家史蹟名录中的历史街区。

## 犯罪
田德隆是一个高犯罪率地区。旧金山暴力犯罪率最高的10个街块中，有7个都位于这里。